# Stilpnonotus thomsoni
Stilpnonotus thomsoni es una especie de coleóptero de la familia Mycteridae.

## Distribución geográfica
Habita en Nicaragua.